# Attraction (album)
Pour les articles homonymes, voir Attraction.
 (février 2018).
Si vous disposez d'ouvrages ou d'articles de référence ou si vous connaissez des sites web de qualité traitant du thème abordé ici, merci de compléter l'article en donnant les références utiles à sa vérifiabilité et en les liant à la section « Notes et références ».
Albums de Paris Combo
Living-Room Live
Attraction est le troisième album du groupe Paris Combo.

## Liste des titres
1. Mais que fait la NASA ?
2. Trois petits points
3. Traits de caractère
4. Danse des esprits
5. Attraction
6. Lettre à P…
7. Dans les bras d'un loup
8. Berceuse insomniaque
9. Pourquoi les vaches…?
10. Avril
11. Rétroviseur
12. Escapade
13. Fibre de verre